# سازمان اسناد ملی ایران
سازمان اسناد ملی ایران یکی از سازمان‌های دولتی ایران است. آرشیو ملی ایران، در اجرای وظایف قانونی که در اساسنامه تأسیس سازمان اسناد ملی ایران و نیز مصوبه شماره ۱۰۳۳۸۲/۱۹۰۱ مورخ۹/۶/۱۳۸۱ شورای عالی اداری، مبنی بر ادغام سازمان مذکور با کتابخانه ملی و تشکیل سازمان اسناد و کتابخانه ملی ایران، پیش‌بینی گردیده‌است، فرایند شناسائی، فراهم آوری، نگهداری، سازماندهی و اطلاع‌رسانی اسناد ملی ایران را بر عهده دارد. اجرای این فرایند، در تشکیلات جدید سازمان بر عهده معاونت اسناد ملی با چهار اداره کل گذاشته‌شده‌است؛ و انجام آن در روندی به هم پیوسته و با وظایفی مشخص برای هریک از ادارات کل محقق می‌شود.
لایحه تأسیس سازمان اسناد ملی ایران در تاریخ ۱۸ آبان ۱۳۴۸ تصویب شد.

## قانون سازمان اسناد ملی ایران
در دوران قاجار به خصوص از زمان فتحعلی شاه، اسناد به صورت آرشیو اداره بیوتات در دربار، نگهداری و در زمان 'ناصرالدین شاه'، اسناد سیاسی در وزارت امور خارجه و اسناد مالی در دفتر میرزا یوسف‌خان مستوفی‌الممالک گردآوری می‌شد. وزارت خارجه ایران در سال ۱۲۷۸ توانست با پیروی از روش بایگانی کشورهای اروپایی، بایگانی خود را با رعایت اصول صحیح حفظ و نگهداری اسناد انسجام بخشد.
در سال ۱۳۴۵، لایحه تأسیس 'سازمان اسناد ملی ایران' ارائه شد، در روز هفدهم اردیبهشت ماه، سال ۱۳۴۹، مجلس شورای ملی، قانون تأسیس این سازمان را تصویب کرد. اسناد ملی عبارت است از:
«کلیه اوراق، مراسلات، دفاتر، پرونده‌ها، عکسها، نقشه‌ها، کلیشه‌ها، نمودارها، فیلم‌ها، نوارهای ضبط صوت و سایر اسنادی که در دستگاه دولت تهیه شده یا به دستگاه دولت رسیده‌است و به‌طور مداوم در تصرف دولت بوده از لحاظ اداری، مالی، اقتصادی، قضایی، سیاسی، فرهنگی، علمی، فنی و تاریخی به تشخیص سازمان اسناد ملی ایران ارزش نگهداری داشته باشد.»